# Планка (фізична вправа)

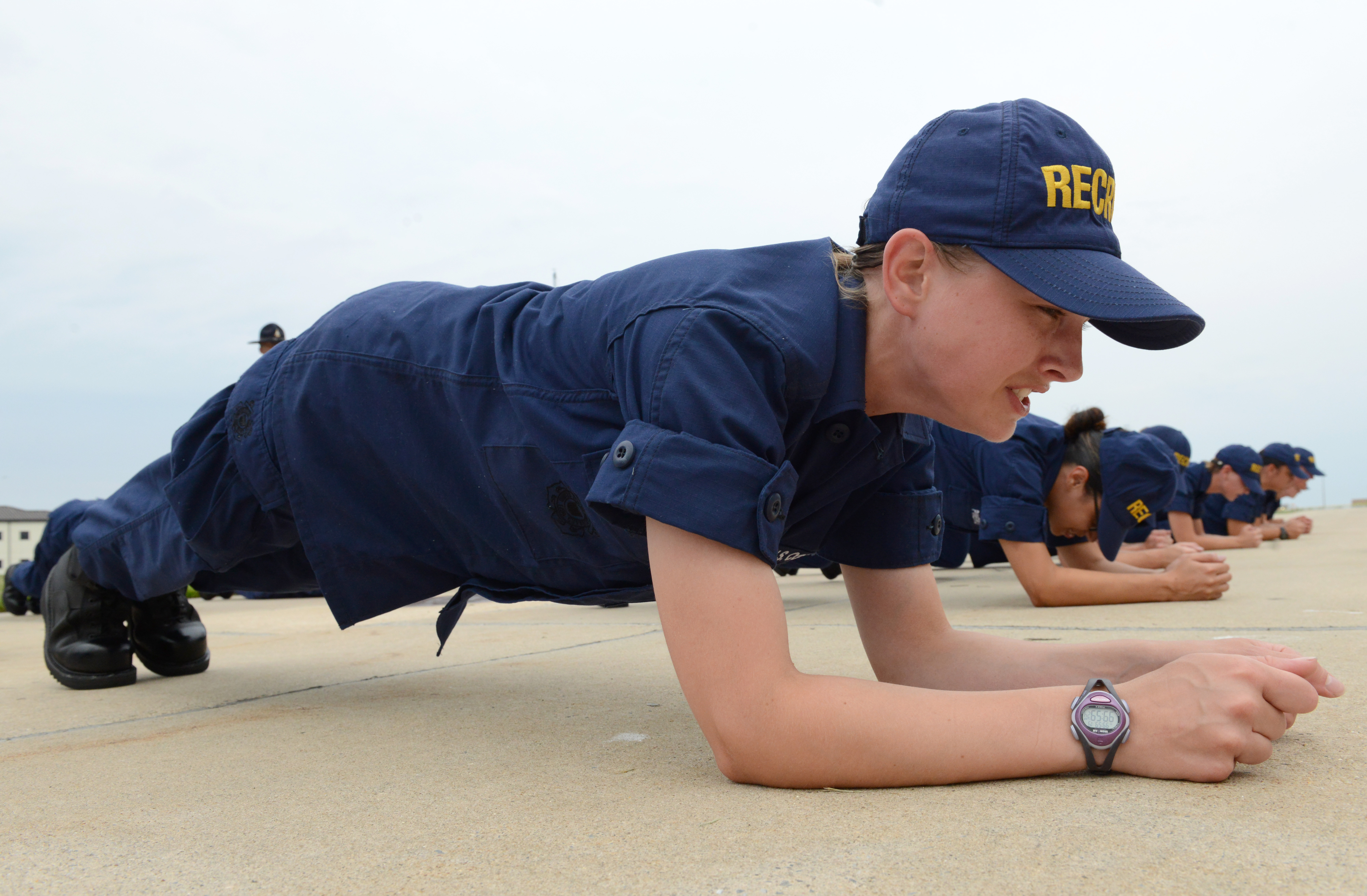
Новобранець берегової охорони США виконує планку

Планка — ізометрична вправа для основних груп м'язів, яка полягає у витримці позиції, схожій на віджимання досить тривалий час. Всі види цієї техніки базуються на принципі статики (відсутності руху), тобто фіксованого положення тіла протягом всього заняття. Планка також відома під назвою стійка на ліктях.
Планка практикується в пілатесі, йозі, бодібілдінгу, тренуванні боксерів та в інших видах спорту.

## Ефект
Планка економить час, адже для опрацювання м'язів корпусу потрібно декілька хвилин, на відміну від звичайного тренування. Планка зміцнює м'язи, що стабілізують корпус: косі м'язи живота, поперечний і прямий м'язи, малі та середні сідничні, м'язи задньої поверхні стегна, клювовидно-плечовий та інші. При виконанні вправи м'язам не доводиться рухатися, тому м'язи витрачають менше енергії. Часу на відновлення також йде менше. Звідси вправу можна виконувати частіше. Планка має терапевтичний ефект для зміцнення м'язів кору та поліпшення постави. До того же це доволі єнергетично затратна вправа, тому її можна включати в програму тренувань для схудення. Проте, має планка і протипоказання до виконання. Цю статичну вправу не рекомендується використовувати при: діастазі м'язів живота, підвищеному тиску, тунельному синдромі рук, захворюваннях сердцево-судинної системи та проблемах з хребтом.
Окрім зміцнення м'язів кора, деякі різновиди планки використовуються в суто оздоровчих цілях. Так, наприклад, копенгагенську планку було придумано спортивними лікарями-терапевтами з Данії для зниження ймовірності отримання травми паху представниками спортивних ігрових дисциплін, професор спортивних наук, викладач спортивної медицини.

## Різновиди планки
Розрізняють:
- Фронтальна планка — є базовою, з неї починається опанування інших різновидів планки.
- Перевернута планка — є дзеркальним зображенням класичного стану. Навантажує задню групу м'язів.
- Планка на прямих руках — упор здійснюється на прямих руках. Вправа навантажує м'язи спини. Кістки рук розташовані по відношенню до зап'ястя під прямим кутом, строго під плечима. Тіло витягнуте по прямій. Прес напружений, поперек вирівняний. Сідниці стиснуті.

- Бічна планка — включає косі м'язи живота. Виконується з положення лежачи на боці. Упор здійснюється на зігнуте передпліччя і стопи. Корпус становить рівну діагональ. М'язи всі напружені, живіт втягнутий. Вважається найскладнішою з усіх типів і не рекомендована новачкам для виконання. Як опора використовується передпліччя і одна нога. Друга нога піднята вгору, як і вільна рука. При цьому корпус і опорна нога складають строгу діагональ.
- Планка з піднятою ногою — фронтальна планка з піднятою однією ногою. Вважається ефективною тому, що зменшення площі опори помітно збільшує навантаження на всі м'язи особливо на м'язи живота.
- Планка з піднятою рукою — схожа на Планка з піднятою ногою, але замість ноги піднімають руку.

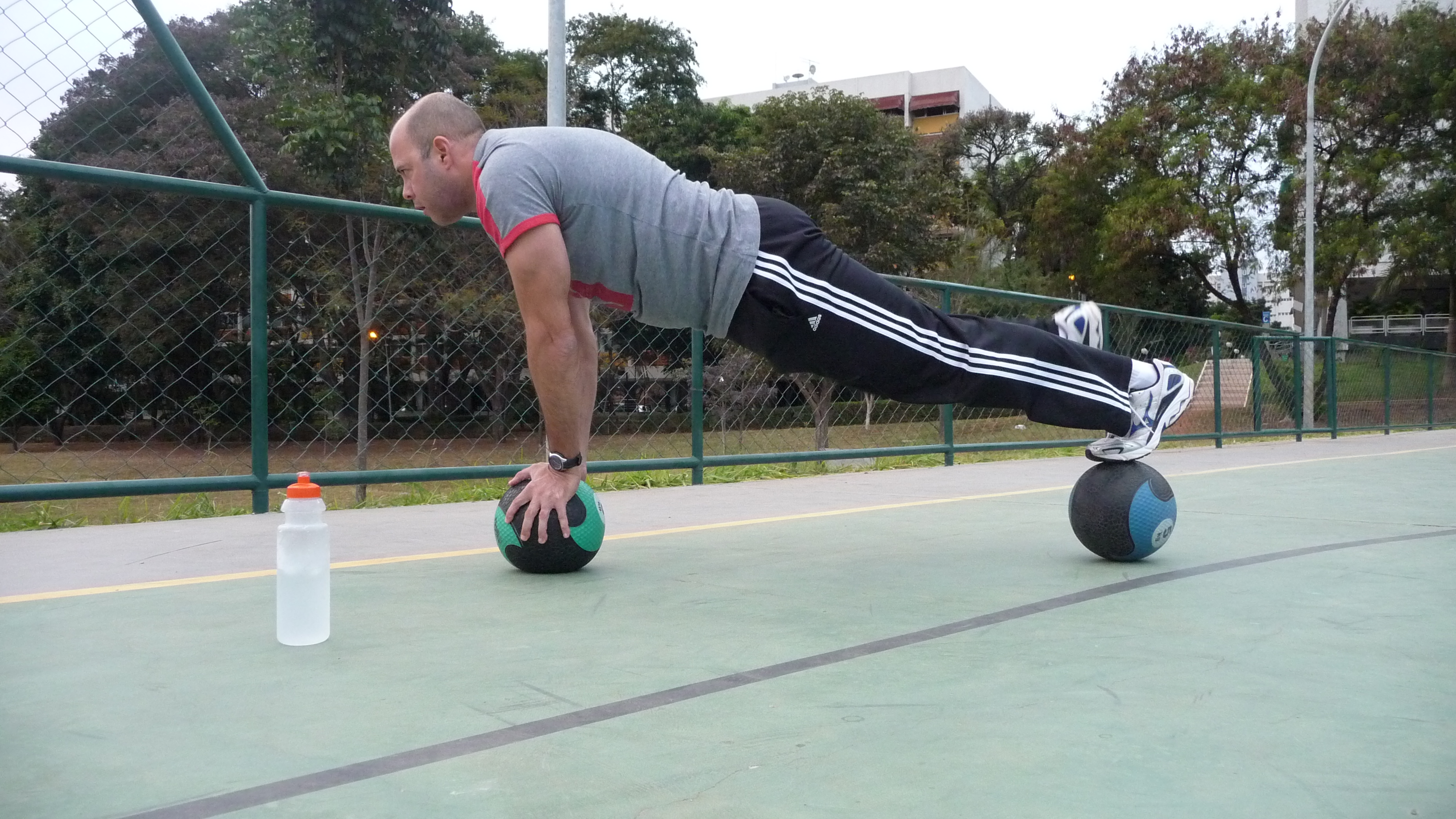

- Планка на м'ячі. Додає розвиток почуття рівноваги. Складність виконання — не втягувати плечі при балансі на м'ячі. М'яч використовують як опору для рук або для розташування на ньому ніг.

## Світові рекорди
У квітні 2016 року світовий рекорд із фронтальній планці (спираючись на лікті) встановив морський офіцер у відставці Джордж Гуд (англ. George Hood) з часом 5 годин 15 хвилин і 15 секунд. У червні 2018 року він установив ще один рекорд: протягом доби (24 години) простояв у планці загалом 18 годин 10 хвилин та 10 секунд.
У травні 2016 року китайський поліцейський Мао Вейдун (кит.: 毛卫东) повернув собі перше місце, який простояв у фронтальній планці 8 годин 1 хвилину та одну секунду.
Поточний рекорд виконання планки становить 9 годин 30 хв 01 секунду, і був встановлений Даліелем Скалі 6 серпня 2021 року в Аделаїді, Австралія.